# 高橋伸也 (声優)
高橋 伸也（たかはし しんや、1978年12月5日- ）は、日本の男性声優、司会者。山形県酒田市出身。ラクーンドッグ所属。

## 略歴
好きだった作品の最終回を見ていた後に置いていかれた気持ちになって寂しく「俺を置いていかないでくれ！俺もその先に連れていってくれ！」と思い、アニメの世界の住人になりたかったことから声優を志す。
『喰霊-零-』の飯綱紀之役がアニメ初レギュラーで、『「喰霊-零-」超自然災害ラジオ対策室』第18回がラジオ初出演。なお、本ラジオに声優でゲスト出演したのは高橋が初めてである。
2015年4月、アニメ『暗殺教室』の打ち上げにて結婚したことを発表。
事務所はRMEを経て、2022年4月1日付で所属するプロ・フィットが同年3月末を以てマネジメント事業を終了したことに伴い、ラクーンドッグへ移籍。

## 人物
趣味は格闘技観戦、ダーツ。特技はホビーの実況。
資格は第二種電気工事士・普通自動二輪免許。
好きな言葉は「彼を知り己を知れば百戦殆うからず」。
衝撃を受けた声優に高木渉を挙げている。
興津和幸とはプライベートも付き合いがあり、興津が上京したての時は同じ事務所であり、飲みに行き、2回ほど2人でイベントをしたこともあるという。

## 出演
太字はメインキャラクター。

### テレビアニメ
2007年
- BLEACH（部員）

2008年
- のらみみ（シンヤ、テレビの中の声）
- ペルソナ 〜トリニティ・ソウル〜
- スキップ・ビート!（スタッフ）
- 喰霊-零-（飯綱紀之）
- まかでみ・WAっしょい!（生徒A）

2009年
- 空を見上げる少女の瞳に映る世界（高森カズヤ）
- ドルアーガの塔 〜the Sword of URUK〜（騎士）
- バスカッシュ!（軍フット）
- WHITE ALBUM（仙道）
- ミラクル☆トレイン〜大江戸線へようこそ〜（スタッフ）

2010年
- バカとテストと召喚獣（竹中先生、男子生徒）
- ダンス イン ザ ヴァンパイアバンド（阿坂）
- デュラララ!!（2010年 - 2016年、デニス、黄巾賊A、少年A、若者、邪ン蛇カ邪ン 他） - 4シリーズ
- 閃光のナイトレイド
- 伝説の勇者の伝説（部隊長）
- 屍鬼（村迫正雄）
- 夢色パティシエール（警備員A、男性客A） - 2シリーズ
- 海月姫（作業員）

2011年
- べるぜバブ（郷宏道、出崎巧、不良K、兵士B）
- ほんとにあった!霊媒先生（斉藤、クラゲ、解説、ナレーション、アキラの父 他）
- 世界一初恋（佐々木、友人） - 2シリーズ
- Persona4 the ANIMATION（2011年 - 2014年、男子、若者A、達人A 他） - 2シリーズ
- HIGH SCORE（喜多川幹彦、男子生徒A、空手部員B、不良B）

2012年
- ポヨポヨ観察日記（甘木雄一郎、田中ユキオ）
- 妖狐×僕SS（男2）
- テルマエ・ロマエ（ローマ人、脱毛屋、温泉客1、衛兵A、山賊2）
- Another（松永克己）
- あっちこっち（雪球マシン、サンタ）
- 坂道のアポロン（先輩）
- つり球
- 戦国コレクション（佐々木）
- 氷菓（書道部員）
- アルカナ・ファミリア -La storia della Arcana Famiglia-（アルベロ）
- ソードアート・オンライン（2012年 - 2020年、盗賊、プレイヤー、サラマンダー、酒場の客、平木 他） - 5シリーズ + 特別編
- 人類は衰退しました（若者）
- 織田信奈の野望（前鬼）
- トリコ（ビックリアップル）
- てーきゅう（2012年 - 2017年、ユカタン、なすの父、ローランドゴリラ、校長、誰だかわからない人 他）
- 神様はじめました（山田）
- おじゃる丸（2012年 - 2023年、金オニ、洋服屋の店長、影アオベエ、デカ鬼、バスの運転手）
- レゴ ニンジャゴー 〜スピン術バトルの使い手〜（ファンパ将軍右, オーバー卿）

2013年
- 新世界より
- みなみけ ただいま（寿司屋）
- DEVIL SURVIVOR2 the ANIMATION（ニュースの声、研究員B、オペレーター、東京オペレーターA）
- デュエル・マスターズ ビクトリーV3（オラクルの男A）
- ガラスの仮面ですが（速水真澄）
- カーニヴァル（マクノベ、演出家、SP、太文）
- DD北斗の拳（2013年 - 2015年、ダイヤ、ダガール、ムト、ケンシロウっぽいキャラ、レン 他） - 2シリーズ
- ぼくは王さま（フライパン）
- 銀の匙 Silver Spoon（ホルスタイン部、円沢和真、ホル部） - 2シリーズ
- 私がモテないのはどう考えてもお前らが悪い!（教師）
- 幻影ヲ駆ケル太陽（盛田社長、中沢副幹事長）
- 蒼き鋼のアルペジオ -アルス・ノヴァ-（船員B、武装兵C）
- 東京レイヴンズ（2013年 - 2014年、木暮禅次朗）
- サムライフラメンコ（サラリーマン、ディレクター、コクバンギギギギー、警官、チュウヅリトンビ 他）
- ガリレイドンナ（アンドレア、警備員）
- 境界の彼方（先生）

2014年
- ノラガミ（2014年 - 2015年、蟷野、カピパー、秋巴、不利個目男、布袋 他） - 2シリーズ
- 地下すぎアイドル あかえちゃん（ジャーマネ）
- ハマトラ（警官、刑事、男・女湯担当、レポーター、男子生徒 他） - 2シリーズ
- 世界征服〜謀略のズヴィズダー〜（運転手、おっさんC、隊長）
- のうりん（生徒）
- 中二病でも恋がしたい!戀（生徒）
- 桜Trick（司会者）
- ブレイドアンドソウル（ゼオ）
- 僕らはみんな河合荘（友人A）
- ブラック・ブレット（レポーター）
- 信長協奏曲（丹羽長秀）
- 東京ESP（坂本、補導員B、不良A、執行部隊隊長）
- 月刊少女野崎くん（男子）
- 東京喰種トーキョーグール（2014年 - 2018年、馬淵活也、警備兵、捜査官、伊東倉元） - 4シリーズ
- アカメが斬る!（トビー）
- トライブクルクル（2014年 - 2015年、涌井、MCケーン、ルイ）
- 甘城ブリリアントパーク（カップル男、オークロ、教師）
- ディスク・ウォーズ:アベンジャーズ（シールド隊員）
- SHIROBAKO（2014年 - 2015年、大山、原作者、プロデューサー、杉江（回想）、ビル）
- まじっく快斗1412（2014年 - 2015年）

2015年
- 暗殺教室（2015年 - 2016年、三村航輝、研究員） - 2シリーズ
- 探偵歌劇 ミルキィホームズ TD（看守、街の人B、男司会者）
- ローリング☆ガールズ（田さん、瀬戸勘太郎、村人）
- 純潔のマリア（英兵B）
- 七つの大罪（聖騎士D）
- ジュエルペット マジカルチェンジ（警備員A、人体模型、ちょっと怖いお兄さん、おじさん、客 他）
- パンパカパンツ シリーズ（2015年 - 2017年、ブラックパンパカ） - 3シリーズ
- 高宮なすのです! 〜てーきゅうスピンオフ〜（父宮なすの〈なすのの父〉、地元ヤンキー、闇の男A、受付）
- 電波教師（オペレーターA）
- 銀魂 シリーズ（2015年 - 2017年、ビラ配り店員、拓真、快援隊隊士B） - 2シリーズ
- ガンバレー部NEXT!（髙橋健太郎）
- 乱歩奇譚 Game of Laplace（警官、キャスター、野次馬B、教師、男性キャスター）
- ワカコ酒（若い男A、店員、上司、店員A）
- ケイオスドラゴン 赤竜戦役（酔漢、部下B）
- ゴッドイーター（難民）
- DIABOLIK LOVERS MORE,BLOOD
- Dance with Devils（警官B、リムジンの運転手、男子生徒、マフィア、司祭）
- すべてがFになる THE PERFECT INSIDER（川端）
- レゴ ニンジャゴー 〜スピン術バトルの使い手〜（マスター・チェン, ゴールター）
- 学戦都市アスタリスク（マネージャー）

2016年
- うさかめ（花屋、くるみ父、先生）
- ハルチカ 〜ハルタとチカは青春する〜（成島の父）
- 僕だけがいない街
- 灰と幻想のグリムガル（店主、ゴブリンC、ゴブリンD、義勇兵B、コボルドA 他）
- 蒼の彼方のフォーリズム（審判）
- 無彩限のファントム・ワールド（教師、大猿のファントム、柳原先生、花火ファントム、ひまわりファントム）
- 金田一少年の事件簿R（大塚医師）
- シュヴァルツェスマーケン（オイゲン・アルトナー）
- 迷家-マヨイガ-（ダーハラ、トシボーイ、役員C、老医師）
- 逆転裁判 〜その「真実」、異議あり!〜（山野星雄）
- 聖戦ケルベロス 竜刻のファタリテ（軍団員、交換手、軍団兵、オーガA、道具屋店主 他）
- B-PROJECT（2016年 - 2019年、レコーディングディレクター、スタッフA、ディレクターA、演出助手、ディレクター 他） - 2シリーズ
- タイムトラベル少女〜マリ・ワカと8人の科学者たち〜（コーチ、警官、ピーター、部下3、審査員）
- ダンガンロンパ3 -The End of 希望ヶ峰学園- 絶望編（教師、男）
- アイカツスターズ!（2016年 - 2018年、助監督、須藤、スタッフ、CMディレクター、審査員 他） - 2シリーズ
- 91Days（ガンゾの部下、ナレーション、男）
- PERSONA5 the Animation -THE DAY BREAKERS-（男性キャスター）
- デジモンユニバース アプリモンスターズ（2016年 - 2017年、キャスター、ケンタ、店員、司会者、弟子 他）
- 信長の忍び（2016年 - 2018年、佐久間信盛、氏家卜全〈直元〉、石成友通、藤堂高虎、柴田勝家、朝倉景健、三好政勝、三好康長） - 3シリーズ
- 終末のイゼッタ（中隊長、トーマス、クーンツ、家令、科学者、ゲール軍曹、ゲール技官）
- ドリフェス!（2016年 - 2017年、歌の先生、不良生徒、ライブスタッフ、男、タケシ 他） - 2シリーズ
- レゴ ネックスナイツ（モンスターの書）

2017年
- 小林さんちのメイドラゴン（2017年 - 2021年、戸田さん、曽根、サハギン、才川の父、破滅の龍、ドラゴニュート 他） - 2シリーズ
- 怪獣娘 〜ウルトラ怪獣擬人化計画〜（誰かの声）
- ハンドシェイカー（学校職員）
- CHAOS;CHILD（柿田広宣）
- 3月のライオン（2017年 - 2018年、講師、お年寄り、島田の父、おじいさん、記者 他） - 2シリーズ
- クロックワーク・プラネット（軍下士官、官房長官）
- ひなこのーと（鳥太郎's、農家のおじさん）
- 神撃のバハムート VIRGIN SOUL（船の作業員、悪魔）
- 夏目友人帳 陸（ネズミ顔の妖怪）
- 覆面系ノイズ（男性MC、駅員、ラジオDJ）
- sin 七つの大罪（新婚夫）
- 終末なにしてますか? 忙しいですか? 救ってもらっていいですか?（単眼鬼の医者、獣、発掘員、発掘隊員、作業員B 他）
- アトム ザ・ビギニング（声B）
- サクラダリセット（医師）
- ナナマル サンバツ（男性教師）
- アクションヒロイン チアフルーツ（ロッチ王、駅長（路子父）、運転手、運転士、チアフリストB）
- 18if（マッチョダイバー、江藤、佳世の父、アイリの元彼、監督 他）
- 時間の支配者（兄、計、男性A、クロノス指揮官、男性 他）
- 活撃 刀剣乱舞（こんのすけ、三吉慎蔵）
- 地獄少女 宵伽（勝沢智也の父）
- ボールルームへようこそ（審査員B、観客）
- BORUTO-ボルト- -NARUTO NEXT GENERATIONS-（2017年 - 2022年、蜂谷釣糸、オコ、白夜団・団員、ディレクター、中年局員 他）
- 十二大戦（傭兵A、男B、施設職員）
- アニメガタリズ（アナウンス、配達員、ホームのアナウンス、野球部員、陸上部員 他）
- ネト充のススメ（ネズミ怪人、モンスター）
- いぬやしき（織田の父、テレビ番組、タレント、男子生徒、刑事 他）
- 魔法使いの嫁（バーニー）
- お見合い相手は教え子、強気な、問題児。（高宮弘宗）
- 鬼灯の冷徹（ポンポン頭）
- キノの旅 -the Beautiful World- the Animated Series（大人C）
- 結城友奈は勇者である -勇者の章-

2018年
- グランクレスト戦記（進行役、鍛冶屋の弟子、ヴァルドリンド騎士、ニコラ、ヨルゴ・ダラーラス 他）
- BEATLESS（ユーセフ・マライ曹長、男B）
- ポチっと発明 ピカちんキット（2018年 - 2020年、ジェームズ、工作員、宇宙人、武、手下 他）
- ハクメイとミコチ（司会者のカエル、コモク）
- ラーメン大好き小泉さん（男子C）
- ミイラの飼い方（いさお、男子生徒、おじさん、コレクター）
- デスマーチからはじまる異世界狂想曲（ミゼ、工房主）
- アイカツフレンズ!（2018年 - 2019年、カメラマン、ディレクター、スタッフ、面接官、角田助監督 他） - 2シリーズ
- グラゼニ（井田、加瀬、美里、川崎、味平店主、海野 他） - 2シリーズ
- かくりよの宿飯（板前長、一反木綿A、六助、客、天神屋従業員A 他）
- 宇宙戦艦ティラミス（アナウンス、フォーテン、警察官、プロデューサー、研究員 他） - 2シリーズ
- ヒナまつり（ベース）
- PERSONA5 the Animation（教師A、ロケディレクター、個展スタッフ、秀尽生徒A、教師 他） - 1シリーズ + 特別編前編
- Midnight Crazy Trail（レストラン店長）
- 鹿楓堂よついろ日和（長田徹）
- 夢王国と眠れる100人の王子様（ヤム）
- ちおちゃんの通学路（暴走族、警官、ナレーション、サラリーマン、強盗アルファ 他）
- 深夜!天才バカボン（ペットショップ店主）
- オーバーロード シリーズ（2018年 - 2022年、ロウネ・ヴァミリネン、酒造長） - 2シリーズ
- レイトン ミステリー探偵社 〜カトリーのナゾトキファイル〜（リドリーの父）
- 軒轅剣 蒼き曜（上官、部下、安策の部下、右機関長、看守）
- ゾンビランドサガ（スタッフ）
- ゴブリンスレイヤー（2018年 - 2023年、村長、鍛冶職人、冒険者、大目玉、鰓人 他） - 2シリーズ
- 学園BASARA（野球部員1、吹奏楽部員1、生徒、元親の子分、男子生徒）
- ベルゼブブ嬢のお気に召すまま。（職員）
- ジョジョの奇妙な冒険 黄金の風（マリオ・ズッケェロ）
- 風が強く吹いている（2018年 - 2019年、TV内音声、記者A、係員、整体師、イワンキ 他）
- FAIRY TAIL（2018年 - 2019年、ウルフヘイム）
- おしりたんてい（2018年 - 2023年、ゴウト、ドードー、ピエロ、ホテルのスタッフ、ツチコ、バッタはやと）
- 妖怪ウォッチ シャドウサイド（モミー）

2019年
- 明治東亰恋伽（物の怪2、写真師、警官(1)、仕立屋）
- どろろ（村人A、家臣、男、漁師、武者 他）
- 魔法少女特殊戦あすか（吉野）
- 五等分の花嫁（2019年 - 2021年、四葉の担任〈ハゲネズミ〉） - 2シリーズ
- 鬼滅の刃（2019年 - 2024年、隠、機関士 他） - 5シリーズ
- RobiHachi（ハママ星人、サクラ）
- なむあみだ仏っ!-蓮台 UTENA-（男性）
- ヴィンランド・サガ（2019年 - 2023年、アトリ、手下、デンマーク軍兵士、族長、キツネ 他） - 2シリーズ
- 胡蝶綺 〜若き信長〜（ヤラージ）
- スター☆トゥインクルプリキュア（タツ）
- BEM（酔っ払い、犬人間、鑑識、セス、コメンテーター）
- GRANBLUE FANTASY The Animation Season 2（農夫B、帝国兵A、父、ゾンビ村人）
- アイカツオンパレード!（2019年 - 2020年、スタッフ、助監督、黒子〈雑〉、リポーター、ディレクター 他）
- 警視庁 特務部 特殊凶悪犯対策室 第七課 -トクナナ-（犬強盗、若者A、裁判長）
- けだまのゴンじろー（田毛橋名人）
- Z/X Code reunion（青の世界の幹部）

2020年
- ID:INVADED イド:インヴェイデッド（隊員A、キャスター、隊員、看守）
- 織田シナモン信長（俳優、宣教師、南蛮人、鎺国行、家臣 他）
- pet（怪人）
- ＜Infinite Dendrogram＞-インフィニット・デンドログラム-（アレハンドロ・ウォーカー、山賊）
- 宝石商リチャード氏の謎鑑定（店員）
- ランウェイで笑って（カメラマン）
- 恋する小惑星（堀口正美）
- ハイキュー!! TO THE TOP（寺田浩二）
- アイドリッシュセブン Second BEAT!（司会）
- 富豪刑事 Balance:UNLIMITED（湯本鉄平、黒服、駅員、刑事、警備員）
- シャドウバース（2020年 - 2021年、数学教師、広告アナウンス、兵士）
- ハクション大魔王2020（番組MC）
- グレイプニル（金城）
- おばけずかん（2020年 - 2022年、ナレーション、じんめんかぶとむし、ノーマン・バス、イケメンB、ワンデイてんこうせい 他） - 2シリーズ
- ムヒョとロージーの魔法律相談事務所（エビス / 恵比寿花夫）
- GREAT PRETENDER（夫、面接官、インタビュアー、司会、男 他）
- デカダンス（武器屋の店主、ゴメス、サリー、バグサイボーグB・A、ガドル工場職員B）
- トミカ絆合体 アースグランナー（おじさん）
- 天晴爛漫!（ギルの部下 / バッド兄弟部下）
- 魔王学院の不適合者 〜史上最強の魔王の始祖、転生して子孫たちの学校へ通う〜（皇族、観客、黒服男子、勇者兵）
- 魔王城でおやすみ（やしき手下ゴブリン）
- 戦翼のシグルドリーヴァ（神里・敦）
- 憂国のモリアーティ（2020年 - 2021年、給仕、船長、船客、ヤード、ロビンソン 他） - 2シリーズ
- おそ松さん（2020年 - 2021年、配達員、司会、ダメ丸、芋人、チャラAI 他）
- 池袋ウエストゲートパーク（大木社長、GボーイD）
- 妖怪学園Y 〜Nとの遭遇〜（メテオゴン）
- アクダマドライブ（守衛、警備員、処刑課）
- D4DJ（2020年 - 2023年、教師、ショッピング番組司会、店主〈肉屋さん〉） - 2シリーズ
- 禍つヴァールハイト -ZUERST-（ロータス・グートハイル）

2021年
- 蜘蛛ですが、なにか?
- はたらく細胞BLACK（赤血球、淋菌、ステロイド、毛母細胞、キラーT細胞）
- アイカツプラネット!（司会者、カメラマン）
- WAVE!!〜サーフィンやっぺ!!〜（実況）
- 半妖の夜叉姫（イタチ男）
- EX-ARM エクスアーム（パイロット、職員、手下）
- アイ★チュウ（タクシードライバー）
- ワンダーエッグ・プライオリティ（お客）
- SSSS.DYNAZENON（住職、校長、男性アナウンサー） - 2023年に劇場総集編公開
- マジカパーティ（2021年 - 2022年、教師、サップ、キリサメ）
- ドラゴン、家を買う。（ビッグスライムA、冒険者A、ノーム、鯨、ヒャッハー勇者 他）
- 聖女の魔力は万能です（2021年 - 2023年、高官、ダンス講師、アイラ父、文官、ダニエル・クラウスナー 他） - 2シリーズ
- 擾乱 THE PRINCESS OF SNOW AND BLOOD（川本、鴉森召治）
- バクテン!!（双葉義隆）
- スライム倒して300年、知らないうちにレベルMAXになってました（エルンスト、ブルードラゴンB、村人A・B、魔族幹部B、レフェリー）
- スーパーカブ（アナウンサー）
- 恋と呼ぶには気持ち悪い（教師、男性店員、男子A、男性）
- ぷっちみく♪ D4DJ Petit Mix（バーテンダー）
- TSUKIPRO THE ANIMATION 2（音響スタッフ、神主）
- 指先から本気の熱情2-恋人は消防士-（男性役員C）
- RE-MAIN（陸上部3年生）
- かげきしょうじょ!!（おじさん、カメラマン、司会者 男性）
- EDENS ZERO（ヤック）
- ぼくたちのリメイク（社長）
- 平穏世代の韋駄天達（ホームレス、アナウンサー、魔族）
- さんかく窓の外側は夜（店長）
- 世界最高の暗殺者、異世界貴族に転生する（パット、ヴィコーネ兵）
- 吸血鬼すぐ死ぬ（2021年 - 2023年、ジョンファンクラブA、吸血鬼脱衣麻雀クラブ 東） - 2シリーズ
- 大正オトメ御伽話（体育教師、被災した人達）
- 先輩がうざい後輩の話（男性社員）
- 異世界食堂2（側近）
- 王様ランキング（ボーン）

2022年
- オリエント（役人、領民、武士、上杉武士団団員、大友 他） - 2シリーズ
- 東京24区（チョップ）
- 天才王子の赤字国家再生術（ホロヌィエ）
- 異世界美少女受肉おじさんと（ハグラー）
- その着せ替え人形は恋をする（カメラマン）
- 賢者の弟子を名乗る賢者（商隊長）
- 社畜さんは幼女幽霊に癒されたい。（課長）
- ヒロインたるもの!〜嫌われヒロインと内緒のお仕事〜（顧問、記者A、演出家）
- SPY×FAMILY（2022年 - 2023年、WISE機関員、イーデン校教師、ジム・ヘイワード、フィーマン、オルカ・グレッチャーの父 他） - 3シリーズ
- リーマンズクラブ（審判）
- ダンス・ダンス・ダンスール（警官）
- ヒーラー・ガール（病院の人々）
- 盾の勇者の成り上がり（リーシアの父）
- キャップ革命 ボトルマンDX（2022年 - 2023年、プロフェッサー・ルトビア、主治医、郵便局員）
- 阿波連さんははかれない（管理人）
- アオアシ（実況）
- カッコウの許嫁（ナンパ男A、客）
- てっぺんっ!!!!!!!!!!!!!!!（悪の科学者、マフィア、サロン会員、ナレーション、カエル師匠 他）
- リコリス・リコイル（真島手下、武装集団、米岡、作業員、アナウンサー 他）
- 金装のヴェルメイユ〜崖っぷち魔術師は最強の厄災と魔法世界を突き進む〜（ナレーション）
- 組長娘と世話係（矢野）
- ちみも（不動産会社の店員、ケバブ店の店長、課長、オークションスタッフ、ゴミ回収業者B 他）
- 邪神ちゃんドロップキックX（老爺、TVナレーション）
- メイドインアビス 烈日の黄金郷（干渉器）
- 神クズ☆アイドル
- 黒の召喚士（ウルド）
- 惑星のさみだれ（半月の父、組長）
- 咲う アルスノトリア すんっ!（牛飼い）
- うちの師匠はしっぽがない（長老、ヤクザ2、オヤジ、ヤクザ1）
- ぷにるんず（2022年 - 2025年、ゆかのパパ） - 3シリーズ
- うる星やつら (2022)（2022年 - 2024年、コースケ、中野、ウサギ、ロボット医者、翼竜 他） - 2シリーズ
- ブルーロック（記者A）
- BLEACH 千年血戦篇（シャズ・ドミノ）
- 永久少年 Eternal Boys（2022年 - 2023年、店長）
- レゴ ニンジャゴー 〜スピン術バトルの使い手〜（クリスタル・キング）
- チェンソーマン（アナウンス、大男ゾンビ）

2023年
- REVENGER（共謀者A、患者、胴元A）
- 異世界のんびり農家（酒場の主人、ランダン、兵士）
- 老後に備えて異世界で8万枚の金貨を貯めます（教師）
- 不滅のあなたへ（カイの父）
- TRIGUN STAMPEDE（猟師A）
- 人間不信の冒険者たちが世界を救うようです（店主、盗賊）
- テクノロイド オーバーマインド（主治医、事務員、男たち、コメンテーター、ニュースキャスター 他）
- ひろがるスカイ!プリキュア（遊覧鳥、老人）
- 最強陰陽師の異世界転生記（間者）
- NieR:Automata Ver1.1a（2023年 - 2024年、機械生命体、王国民、教祖、レジスタンス） - 2シリーズ
- もののがたり（門守梅吉、唐傘） - 2シリーズ
- アルスの巨獣（ジーク）
- もういっぽん!
- スキップとローファー（男性教師）
- カワイスギクライシス（黒猫の元飼い主〈男〉、TVナレーション、ギィグル、男性）
- 異世界ワンターンキル姉さん 〜姉同伴の異世界生活はじめました〜（店主）
- 魔法少女マジカルデストロイヤーズ（プロレスオタ、コフィサー隊長）
- アイドルマスター シンデレラガールズ U149（警察官、駅構内アナウンス）
- 天国大魔境（岩田の仲間）
- 君は放課後インソムニア（先生）
- 六道の悪女たち（朱井公平）
- 転生貴族の異世界冒険録〜自重を知らない神々の使徒〜（ボウガン）
- 実は俺、最強でした?（宮廷魔術師、お頭、召喚士、冒険者A、イービルバイソン 他）
- おかしな転生（パティシエ、村の男1、貴族、行商人）
- 好きな子がめがねを忘れた（理科の先生、担任の先生）
- るろうに剣心 -明治剣客浪漫譚- (2023)（2023年 - 2025年、西脇、子分、紳士、塚山由左衛門、須加司 他） - 2シリーズ
- AIの遺電子（中華料理屋の大将、武装風紀委員長）
- 聖者無双〜サラリーマン、異世界で生き残るために歩む道〜（バスラ、冒険者、ワイト、シーラの父）
- ゾン100〜ゾンビになるまでにしたい100のこと〜（高橋先輩）
- 自動販売機に生まれ変わった俺は迷宮を彷徨う（グゴイル、黒服B、豊豚魔B、飲食店の店主C）
- 冒険大陸 アニアキングダム（ニジイロクワガタ）
- わたしの幸せな結婚
- デキる猫は今日も憂鬱（社員、猟師）
- 16bitセンセーション ANOTHER LAYER（メイン絵師、店員B、ハルヒコ、局プロデューサー、現場監督 他）
- キボウノチカラ〜オトナプリキュア'23〜（電話の声）
- ティアムーン帝国物語〜断頭台から始まる、姫の転生逆転ストーリー〜（料理長）
- ポーション頼みで生き延びます!（グンター、アビリ、エド）
- 柚木さんちの四兄弟。（ナレーション）
- ラグナクリムゾン（レーゼ王国の大臣）
- 星屑テレパス（アナウンサーB）
- 川越ボーイズ・シング（ヤンキー）
- 冒険者になりたいと都に出て行った娘がSランクになってた（ゴート）
- アンダーニンジャ（謎の学生、教師、テオ、デブ竹、桐生 他）
- 豚のレバーは加熱しろ（ロッシ）
- 君のことが大大大大大好きな100人の彼女（生物の先生）
- ひきこまり吸血姫の悶々（第七部隊員）
- でこぼこ魔女の親子事情（キャクノ伯爵）
- 呪術廻戦 懐玉・玉折/渋谷事変（官公庁職員、一般人）

2024年
- 貼りまわれ!こいぬ（犬まろ、スタッフB、音声さん、ディレクター、GOOD DOG 弟 他） - 2シリーズ
- 結婚指輪物語（家臣、王）
- 望まぬ不死の冒険者（パン屋のオヤジ、冒険者）
- 即死チートが最強すぎて、異世界のやつらがまるで相手にならないんですが。（領主マサヒコ）
- 異世界でもふもふなでなでするためにがんばってます。（ザザール）
- 葬送のフリーレン（ブライ）
- 最弱テイマーはゴミ拾いの旅を始めました。（神父、店主、ラグ、行商人、ハグ）
- わんだふるぷりきゅあ!（2024年 - 2025年、ガルガル、ガオガオーン、ニコカエル、ガオウ〈狼〉）
- 最強タンクの迷宮攻略〜体力9999のレアスキル持ちタンク、勇者パーティーを追放される〜（客A、冒険者A）
- HIGH CARD（クロエの父親）
- 薬屋のひとりごと（2024年 - 2025年、文官、高官） - 2シリーズ
- 治癒魔法の間違った使い方（ギルグ）
- ぽんのみち（雀士）
- 神は遊戯に飢えている。（リポーター、副隊長）
- Re:Monster（ゴブB、大ゴブB、冒険者たち、コボルドリーダー、手下 他）
- アストロノオト（引っ越しスタッフ、魚屋、カメラマン、作業員、レストランオーナー）
- ひみつのアイプリ（2024年 - 2025年、青空友希）
- 転生貴族、鑑定スキルで成り上がる（チャーリー、ジャン、ロルト城兵士） - 2シリーズ
- ブルーアーカイブ The Animation（客、闇銀行の銀行員）
- 怪異と乙女と神隠し（編集者）
- HIGHSPEED Étoile（マネージャー）
- 転生したら第七王子だったので、気ままに魔術を極めます（プートン）
- グレンダイザーU（中年男性、林、ベガ兵士、職員B、ベガ兵C）
- 逃げ上手の若君（塩田次郎、顔面が集中線のオッサン）
- 魔王軍最強の魔術師は人間だった（チンピラ）
- 先輩はおとこのこ（校長）
- 魔導具師ダリヤはうつむかない（ギルド職員〈男性A〉、ギルド職員B）
- しかのこのこのここしたんたん（ツノダさん、参拝客、つっちー）
- 異世界ゆるり紀行 〜子育てしながら冒険者します〜（門番）
- ダンジョンの中のひと（モンスター）
- 負けヒロインが多すぎる!（店主）
- 杖と剣のウィストリア（ルナイス・アレート、ブルーノ・マルカス）
- 【推しの子】（あかねの父）
- ドラえもん（テレビ朝日版第2期）（役人）
- 科学×冒険サバイバル!（2024年 - 2025年、司会、救助隊員、オタマジャクシ、ロバート、ラジオのアナウンサー 他）
- パーティーから追放されたその治癒師、実は最強につき（冒険者）
- 最凶の支援職【話術士】である俺は世界最強クランを従える（髭男）
- ネガポジアングラー（伝説の釣り人）
- 精霊幻想記2（フランソワ＝ガルアーク）
- アクロトリップ（メガネの男性、担任教師、TVクルー）
- 殿と犬（2024年 - 2025年、末吉、シロ、町人、重虎の臣下、男性A） - 4バージョン共通
- 結婚するって、本当ですか
- 君は冥土様。（男性店員）

2025年
- 没落予定の貴族だけど、暇だったから魔法を極めてみた（老講師、男A、職員、野盗、エクス 他）
- 日本へようこそエルフさん。（リザードマン）
- 悪役令嬢転生おじさん（医師）
- 魔法使いの約束（市民）
- Sランクモンスターの《ベヒーモス》だけど、猫と間違われてエルフ娘の騎士として暮らしてます（グラッドストーン伯爵）
- 真・侍伝 YAIBA（警備員、部員、同級生、ナメクジ男、カタツムリ男 他）
- 俺は星間国家の悪徳領主!（看護師、客A、オペレーター、海賊騎士）
- LAZARUS ラザロ（司会、ホスト、工作員）
- Summer Pockets
- 最強の王様、二度目の人生は何をする?（ダーデン・ウォーカー）
- 一瞬で治療していたのに役立たずと追放された天才治癒師、闇ヒーラーとして楽しく生きる（ワーウルフA、男）
- ユア・フォルマ（捜査官）
- 忍者と殺し屋のふたりぐらし（お客さん、おじさん）
- ウマ娘 シンデレラグレイ（整備員、実況、観客）
- ゴリラの神から加護された令嬢は王立騎士団で可愛がられる（マスター）
- おしりたんてい（かいとうT）
- 勘違いの工房主〜英雄パーティの元雑用係が、実は戦闘以外がSSSランクだったというよくある話〜（ビビノッケ）
- ある魔女が死ぬまで（人々、警官）
- 機動戦士Gundam GQuuuuuuX
- 華Doll*-Reinterpretation of Flowering-（ディレクター、幹部、生徒）
- 神統記（テオゴニア）（ラグ村幹部兵）
- クラシック★スターズ（寿司屋店員）
- フェルマーの料理（田中議員）
- 気絶勇者と暗殺姫（買い手、手下）
- New PANTY & STOCKING with GARTERBELT（カメラマン、警官）
- 美男高校地球防衛部ハイカラ!（生徒、服部、雲隠、猿飛、労働者）
- 追放者食堂へようこそ!（ゴブリン、グリーン兄）
- 鬼人幻燈抄（杉野又六）
- 渡くんの××が崩壊寸前（男友達D、体育教師）
- Turkey!（村人）
- 無職の英雄 〜別にスキルなんか要らなかったんだが〜（レオン）

### 劇場アニメ
2009年
- 天上人とアクト人最後の戦い（高森カズヤ）

2012年
- 009 RE:CYBORG（取調官）

2013年
- 龍 -RYO-（中岡慎太郎）
- ガラスの仮面ですが THE MOVIE 女スパイの恋! 紫のバラは危険な香り!?（速水真澄）
- PERSONA3 THE MOVIE（2013年 - 2016年、コロマル、構内放送、男子生徒A、キャスター） - 4部作

2014年
- えいがパンパカパンツ バナナン王国の秘宝（ワンポコ）

2015年
- 劇場版 蒼き鋼のアルペジオ -アルス・ノヴァ- DC / Cadenza - 2作品
- バケモノの子
- 映画 ハイ☆スピード！-Free! Starting Days-（沼田陽一）

2016年
- ガラスの花と壊す世界（ダニエル）
- ポッピンQ（カメゴロー）

2017年
- 虐殺器官（ショーン）
- 劇場版 ソードアート・オンライン -オーディナル・スケール-
- 劇場版 Fate/stay night [Heaven's Feel] I・II（2017年 - 2019年、現場記者 他） - 2作品
- GODZILLA（2017年 - 2018年、ジャック・オサリバン、兵士） - 2作品

2018年
- 映画 中二病でも恋がしたい! -Take On Me-（先生）
- ニンジャバットマン（笑い武者、アンティーク店店主）
- 劇場版 夏目友人帳 〜うつせみに結ぶ〜（五丁町の小妖怪）

2019年
- えいがのおそ松さん（柳田）
- 映画 おしりたんてい シリーズ （2019年 - 2025年、ゴウト、ビッグフラワー財団員、かいとうT） - 3作品
- 天気の子
- 映画 妖怪学園Y 猫はHEROになれるか（メテオゴン）
- ぼくらの7日間戦争（シンジ）

2020年
- 劇場版 SHIROBAKO（大山匠、PKストア店長、ペガコーンA）
- 映画 ギヴン（バンド仲間A）
- 思い、思われ、ふり、ふられ
- 劇場版 鬼滅の刃 無限列車編

2021年
- シドニアの騎士 あいつむぐほし（鈴木）
- 映画大好きポンポさん（マイルズ）
- 竜とそばかすの姫
- 劇場版 抱かれたい男1位に脅されています。〜スペイン編〜（カフェの客）
- 劇場版 ソードアート・オンライン -プログレッシブ- 星なき夜のアリア

2022年
- 鹿の王 ユナと約束の旅
- 映画 五等分の花嫁
- 怪盗クイーンはサーカスがお好き（ロケットマン）
- 映画 バクテン!!（双葉義隆）
- おそ松さん〜ヒピポ族と輝く果実〜（リポーター）
- 劇場版 ソードアート・オンライン -プログレッシブ- 冥き夕闇のスケルツォ（ヤマタ）
- すずめの戸締まり

2023年
- アイカツ！ 10th STORY 〜未来へのSTARWAY〜（菊ちゃん）
- BLUE GIANT（望月）
- 劇場版 Collar×Malice -deep cover- - 前後編
- 永久少年 Eternal Boys NEXT STAGE（スタッフB、司会）
- おそ松さん〜魂のたこ焼きパーティーと伝説のお泊り会〜（司会者）
- SAND LAND（盗賊団員）
- アリスとテレスのまぼろし工場（作業員萩原）
- 劇場版 乙女ゲームの破滅フラグしかない悪役令嬢に転生してしまった…（御者）
- 劇場版 SPY×FAMILY CODE: White（軍人）

2024年
- BLOODY ESCAPE -地獄の逃走劇-（塾の講師）
- 劇場版ハイキュー!! ゴミ捨て場の決戦（アナウンサー）
- 好きでも嫌いなあまのじゃく（美術の先生）

2025年
- メイクアガール（教師）
- 映画 おしりたんてい スター・アンド・ムーン（かいとうT）
- 小林さんちのメイドラゴン さみしがりやの竜（おっさん妖精）
- ヴァージン・パンク Clockwork Girl（役所の人）

### OVA
- 学艶七不思議（2003年、吉川黎二）
- こえでおしごと!（2010年、船木竜一）
- ひよ恋（2010年、田中） - 夏ドキッ★りぼんっ子パーティー55上映作品
- 流れ星レンズ（2012年、坂本先生）
- てーきゅう（2013年 - 2016年、歯医者、ボーリック星人、プロレスラー、モブ全部、スライム、構内アナウンス、店員） - 5シリーズ[一覧 47]
- ノラガミ（2014年、教師A）  - コミックス第10巻DVD付き限定版に収録
- デジモンアドベンチャー tri.（2015年）
- ノラガミ ARAGOTO（2016年、ラーメン屋の大将） - コミックス第16巻DVD付き限定版に収録
- 無彩限のファントム・ワールド 番外編（2016年、海坊主ファントム）
- 小林さんちのメイドラゴン（2017年、山下） - TV未放送エピソード第14話
- GRANBLUE FANTASY The Animation Extra 2（2017年、パンプキンヘッド）
- ネコぱら OVA（2017年、引っ越し業者）
- 鬼灯の冷徹（2019年、塩椎[61]）
- ゴブリンスレイヤー -GOBLIN'S CROWN-（2020年、村長）
- planetarian 〜雪圏球〜（2021年、カップル男[62]）
- 薄桜鬼（2021年、浪士）

### Webアニメ
- ブレードランナー ブラックアウト2022（2017年、チンピラC[63]）
- アイドリッシュセブン Vibrato（2019年、男B）
- ケンガンアシュラ（2019年、橋田敬[64]）
- 攻殻機動隊 SAC 2045（2020年、駐在）
- 鎮西八郎為朝（2021年、島民）
- テルマエ・ロマエ ノヴァエ（2022年、店主、客、スタッフ）
- 爆丸エボリューションズ（2022年 - 2023年、マーロウ・ファウスト[65]）
- ヴァンパイア・イン・ザ・ガーデン（2022年、ヴァンパイア）
- なならき〜Seven Lucky Gods〜（2022年、寿老人[66]）
- Shenmue the Animation（2022年、張喩）
- 爆丸レジェンズ（2023年、マーロウ・ファウスト）
- ラプソディ（2023年、カメラマン、司会）
- SAND LAND: THE SERIES（2024年、サンドランド国王軍兵士、盗賊団員）
- カイリューとゆうびんやさん（2025年、カイリュー）

### ゲーム
2006年
- Laughter Land

2007年
- SDガンダム GGENERATION SPIRITS（2007年 - 2016年、ダバ・ソイ 他） - 2作品
- むこうぶち（三橋秀俊）

2009年
- SweetHoneyComing（緒方肇、西園寺三孝）
- SACRED BLAZE

2010年
- スプリットセカンド（ナレーション）
- デュラララ!! 3way standoff（デニス）
- 天神乱漫 Happy Go Lucky!!（東雲庵）
- 夏空のモノローグ（沢野井宗介）

2011年
- グランナイツヒストリー
- マブラヴ オルタネイティヴ クロニクルズ 憧憬（ヴォルフガング・フォン・ブラウアー）
- ラグナロク 〜光と闇の皇女〜（ガストン、ユーリ）

2012年
- ペルソナ4 ジ・アルティメット イン マヨナカアリーナ
- レイトン教授VS逆転裁判（バータリー）

2013年
- 学☆王 -THE ROYAL SEVEN STARS- +METEOR（思川竜太）
- 夏空のモノローグportable（沢野井宗介）
- 箱庭のフォルクローレ（王子レイ）

2014年
- 戦場のウエディング（ウーノ）
- ソードアート・オンライン-ホロウ・フラグメント-

2015年
- ザクセスヘブン（夢乃きら）
- ソードアート・オンライン -ロスト・ソング-
- 大逆転裁判 -成歩堂龍ノ介の冒險-（亜内武土）
- デュラララ!! Relay（デニス）

2016年
- 赤い砂堕ちる月（典黎）
- 暗殺教室 アサシン育成計画!!（三村航輝）
- 学戦都市アスタリスクフェスタ 鳳華絢爛（クラエス・アーネル、雷丕承、ゴロツキ、校章音声）
- 白猫プロジェクト（シュガー・フィッツロイ）
- トラウマ＊トラウム 翠眼の人形（フィネお兄ちゃん）
- バンドやろうぜ!（シュウジ）
- レゴ ネックスナイツ：マーロック2.0（モンスターの書）
- WAR OF BRAINS（龍の子、狂学者ウィットフォード、堅殻戦機カニテツ、青の超越者オズワルド 他）

2017年
- 一血卍傑-ONLINE-（ヘイムダル）
- 大逆転裁判2 -成歩堂龍ノ介の覺悟-（亜内武土）
- 戦艦同盟

2018年
- 極三国-KIWAMI-（張飛）
- キングスレイド（ラクラック）
- 世界樹の迷宮X（マキリ）
- ブラウンダスト（アヌビス）

2019年
- グランドチェイス-次元の追跡者-（ビエフ）
- CODE VEIN（デイビス）
- 剣が刻（Francois Caron、悪毒王）
- デュエル・マスターズ プレイス（アクア・サーファー、ボルシャック・ドラゴン、大勇者「ふたつ牙」、青銅の鎧、神滅竜騎ガルザーク 他）
- ボーダーランズ3（サイコ、シヴ、カンペキ正気なシド）

2020年
- ジョジョのピタパタポップ（マリオ・ズッケェロ）
- 獅子の如く〜戦国覇王戦記〜（直江兼続）
- ソードアート・オンライン アリシゼーション リコリス
- 妖怪学園Y 〜ワイワイ学園生活〜（ギガントボイラー、メテオゴン）
- キャプテン翼 RISE OF NEW CHAMPIONS（プレイヤーキャラクター）
- OCTOPATH TRAVELER 大陸の覇者（ウーゴ、ウィンゲート）
- ETERNAL（プレイヤー〈男性〉）

2021年
- マギアレコード 魔法少女まどか☆マギカ外伝（2021年 - 2022年）
- 月姫 -A piece of blue glass moon-
- MELTY BLOOD: TYPE LUMINA（作業員）
- 鬼滅の刃 ヒノカミ血風譚

2022年
- メイプルストーリー（アークメイジ〈火、毒〉〈男〉）

2023年
- OCTOPATH TRAVELER II
- ストリートファイター6（ルドラ）
- ブラウンダスト2（2023年 - 2025年、ウィグル、商団主ジョルトン、ヘルムート太公、シェルター管理者）
- 魔女の泉R

2024年
- ペルソナ3 リロード（コロマル）
- ゴブリンスレイヤー -ANOTHER ADVENTURER- NIGHTMARE FEAST
- ユニコーンオーバーロード（傭兵（タイプB）/ NPC）
- Library of Ruina（イェソド）
- SAND LAND（盗賊団員）
- 夏空のモノローグ 〜Another Memory〜（沢野井宗介）
- 聖剣伝説 VISIONS of MANA（ワッツ）
- メタファー：リファンタジオ（モリス）
- Wizardry Variants Daphne
- 八剱伝Switch版（佐倉将殿、印旛天元、大福）
- ホーリーアンデッド 〜非モテでぼっちの死霊術士が、聖女に転生してお友達を増やします〜（カイン・アルベルト）

2025年
- アサシン クリード シャドウズ
- もののがたり 〜異界ノ契〜（門守梅吉）
- RAIDOU Remastered: 超力兵団奇譚（飯田伝八）
- プロジェクトセカイ カラフルステージ! feat. 初音ミク

### ドラマCD
- 新しいゲーム始めました。〜使命もないのに最強です？〜（パック[106]）
  - 新しいゲーム始めました。〜使命もないのに最強です？〜 Ver.2.0（運営A[107]）
  - 新しいゲーム始めました。〜使命もないのに最強です？〜 ver.3.0（運営A[108]）
- アニコイ〜ANIme mitaina KOI shitai!〜（賤ヶ岳豊満）
- イース2 〜天空の失楽園〜
- おまけドロップス[109]
  - おまけドロップス2 - 4
- カーニヴァル リノル（マクノベ）
- 吸血鬼すぐ死ぬ ドラマCD（金久祖有蔵[110]）
- 吸血ダーリン case.1〜国内結婚・極道編〜（若い衆）
- 警視庁 特務部 特殊凶悪犯対策室 第七課 -トクナナ-「ドラマCD七課イン・ザ・パーティvol.1」[111]（村瀬）
- これはゾンビですか?（織戸）
- Cybernetics Wars ZERO 〜願いを宿す機械の子〜（司会者）
- DIG-ROCK -BREAK TIME 3rd Season- Type:IC（野中雅翔[112]）
- テイルズ オブ ヴェスペリア 虚空の仮面 前編（ミルバン）
- どみなのド!（張形満）
- 夏空のモノローグ オリジナルドラマCD（沢野井宗介）
- Drama CD 薔薇嬢のキス〜rose1〜（副会長）
- Fate/Zero（エルキドゥ、小林）
- ぼく、オタリーマン。（K嶋）
- 僕ら的には理想の落語「僕ら的には理想のホール!?」[113]
- ボクラノキセキ はじまりのヒカリ（担任[114]） ※ドラマCD付き単行本
- 魔術士オーフェン はぐれ旅
- みらくるのーとん ドラマCD 第1巻（クラスメイトA）
- unity-chan! ドラマCD（ジャック・ブラウン[115]）

### BLCD
- I♡歌舞伎町（オーナー[116]）
- 息できないのは君のせい3（志筑浩介[117]）
- いつかの恋と夏の果て（同僚[118]）
- 狼への嫁入り〜異種婚姻譚〜（親族[119]）
- オールドファッションカップケーキ（柿谷[120]）
  - オールドファッションカップケーキ with カプチーノ
- 鬼が慕うは祟り神[121]
- 君と僕と世界のほとり Phrase3 片思い卒業式[122]
- 今日もなお執事（小松）
- 恋をするつもりはなかった（老人[123]）
- こくはく ドラマCD（僕）
- 最強（X）凶の男（ジョゼフ）
- ジョーカーの甘い嘘（男子生徒）
- 素直になれ!（寮生）
- 絶対服従命令 1 ピアニストを堕とせ!（シュタイン）
- 花は咲くか（井上）
  - 花は咲くか 2
- 花嫁は夜に散る（ホストB）
- ひとりじめマイヒーロー（バーテン）
- 秘密のゴミ箱で恋をして（ウェイター）
- 不実で不毛な恋の咬み痕（ドルキューラ[124]）
- べな（定吉[125]）
- Life 線上の僕ら（男[126]）
- 理解できない彼との事
- レムナント -獣人オメガバース- シリーズ（ウィリアム）
  - レムナント1 -獣人オメガバース-
  - レムナント2 -獣人オメガバース-
  - レムナント3 -獣人オメガバース-
  - レムナント4 -獣人オメガバース-
  - レムナント5 -獣人オメガバース-
  - レムナント6 -獣人オメガバース-
  - レムナント7 -獣人オメガバース-
- ロストバージン（ドラァグクイーン[127]）
  - ロストバージン how to sex（五条明雄監督[128]）

### ボイスドラマ
- 魔剣使いの元少年兵は、元敵幹部のお姉さんと一緒に生きたい（2022年、猿魔族[129]）
- ホーリーアンデッド1 〜非モテでぼっちの死霊術士が、聖女に転生してお友達を増やします〜（2023年、カイン[130]）

### デジタルコミック
- ミーシア（2022年、ヨーゼフ[131]）
- 双影双書（2023年、老師[132]）
- 幻狼潜戦（2024年、獣人[133]）
- 限界！推し活伝説YOSHIO（2024年）[134]
- ハローデザイア（2024年）[135]
- 灰被り姫は結婚した、なお王子は（2024年）[136]

### 吹き替え

#### 映画
- アレキサンダー（2005年、フィロタス）
- 桑港 ※PDDVD版
- サンセット大通り ※PDDVD版
- ディードラ&レイニーの列車強盗（2017年、マクミラン〈アルトゥーロ・カストロ〉）
- ゾラの生涯 ※PDDVD版
- 郵便配達は二度ベルを鳴らす（キーツ〈ヒューム・クローニン〉）※PDDVD版
- LUCK ラック（2006年、ロビー〈ノーム・ジェンキンス〉）

#### ドラマ
- パワーレンジャー・ロスト・ギャラクシー（2001年、フリーキーチキ）
- コールドケース7 ザ・ファイナル（2011年）
- リゾーリ&アイルズ2（2011年）
- ゼルダ 〜すべての始まり〜（2017年）

#### アニメ
- レゴ チーマ 〜アニマル戦士たちの伝説〜（2013年、レオニダス、ラザール、ラベルタス/シャドウインド）
- レゴ ニンジャゴー（2015年以降、オーバー卿、マスター・チェン、ゴールター、メカニック、ジェットジャック）
- ANISAVA（2016年、アンドリュー[137]）
- レゴ モンキーキッド（2021年、モンキーキング）
- 万聖街（2022年）
- 最後の召喚師 -The Last Summoner-（2023年、先生、ルノー）
- Call Star -ボクは本当にダメな星?-（2023年、父、監督、野次馬B、テロップ）
- トランスフォーマー アーススパーク（2023年、シュローダー）

### ナレーション
- キッズステーション「トミカハイパーチーム出動せよ!」（番組ナレーション）
- タカラトミー「ゾイドバトルコロシアム」（CMナレーション）
- タカラトミー「デュエルマスターズ バース・オブ・スーパードラゴン」（CMナレーション）
- タカラトミー「ナーフ」（CMナレーション）
- 釣りビジョン「Small Games」（番組ナレーション）
- 目で右脳を鍛えるDS速読術

### ラジオ
※はインターネット配信。
- こくらじ（2009年、こくはく公式サイト※[138]）
- 迷家‐マヨイガ‐「納鳴村 村役場広報課」（2016年、音泉※）
- 『無彩限のファントム・ワールド』WEBラジオ「探偵ファントムスクープ」（2016年、音泉※）

### ラジオドラマ
- 花の慶次 -雲のかなたに-（2014年、村井羊水、側小姓A、客、兵B、傾奇者A）
- 二哈と彼の白猫師尊 日本語版（2025年、講談師[139][140]）

### テレビ番組
※はインターネット配信。
- キッズステーション「熱血!ホビースタジアム」（押忍！高橋）
- キッズステーション「ベイブレードコロシアム」（カスタマイザーシンヤ）
- キッズステーション「ホビッチョ!」（たかはしさん）

### パチスロ
- シスタークエスト2〜魔剣の騎士と白銀の巫女〜（2011年、レネ神父[141]）

### 人形劇
- Thunderbolt Fantasy シリーズ
  - Thunderbolt Fantasy 西幽玹歌（2019年、宰相[142]）
  - Thunderbolt Fantasy 東離劍遊紀3（2021年、宰相[143]）
  - Thunderbolt Fantasy 東離劍遊紀4（2024年、宰相）

### 朗読劇
- 朗読劇『不思議な少年』（2023年11月4・5日、長野INDIA live the SKY）[144]
- リーディングセッション鉄輪〜陰陽師・付喪神ノ巻より〜（2024年3月16・17日、ニッショーホール） - 神官、源為良 役[145]

### その他
- Project COLD（2021年、花山純一郎）

## ディスコグラフィ

### キャラクターソング
| 発売日        | 商品名                                              | 歌                                       | 楽曲                                       | 備考                                   |
| ------------- | --------------------------------------------------- | ---------------------------------------- | ------------------------------------------ | -------------------------------------- |
| 2009年3月25日 | 喰霊-零- キャラクターソング Vol.3 桜庭一騎&飯綱紀之 | 桜庭一騎（白石稔）、飯綱紀之（高橋伸也） | 「Death comes」 「Standard game」          | テレビアニメ『喰霊-零-』関連曲         |
| 2016年9月28日 | 暗殺教室 ベストアルバム 〜Music Memories〜          | 3年E組                                   | 「旅立ちのうた」                           | テレビアニメ『暗殺教室』挿入歌         |
| 2020年2月19日 | 犬生は一度きり                                      | 伊達組                                   | 「エターナルずんだ、えだまめフォーエバー」 | テレビアニメ『織田シナモン信長』関連曲 |

### シリーズ一覧
1. ↑  第1期（2010年）、第2期第1クール『デュラララ!!×2 承』（2015年）、第2期第2クール『デュラララ!!×2 転』（2015年）、第2期第3クール『デュラララ!!×2 結』（2016年）
2. ↑  第1期（2010年）、第2期『夢色パティシエールSP プロフェッショナル』（2010年）
3. ↑  第1期（2011年）、第2期『2』（2011年）
4. ↑  第1期（2011年 - 2012年）、第2期『Persona4 the Golden ANIMATION』（2014年）
5. ↑  第1期（2012年）、第2期『II』（2014年）、第3期前半『アリシゼーション』（2019年）、第3期後半『アリシゼーション War of Underworld』第1クール（2019年）、第3期後半『アリシゼーション War of Underworld』第2クール（2020年）
6. ↑  第1期（2013年）、第2期『2』（2015年）
7. ↑  第1期（2013年）、第2期（2014年）
8. ↑  第1期（2014年）、第2期『ARAGOTO』（2015年）
9. ↑  第1期（2014年）、第2期（2014年）
10. ↑  第1期（2014年）、第2期『√A』（2015年）、第3期・最終章『:re』（2018年）
11. ↑  第1期（2015年）、第2期（2016年）
12. ↑  第一作『おNEW!』（2015年）、第二作『WおNEW!』（2016年）、第三作『おNEWさん』（2017年）
13. ↑  第3期『銀魂ﾟ』（2015年）、第4期『銀魂.』（2017年）
14. ↑  第1期『〜鼓動*アンビシャス〜』（2016年）、第2期『〜絶頂*エモーション〜』（2019年）
15. ↑  第1部（2016年 - 2017年）、第2部（2017年 - 2018年）
16. ↑  第1期（2016年 - 2017年）、第2期『〜伊勢・金ヶ崎篇〜』（2017年）、第3期『〜姉川・石山篇〜』（2018年）
17. ↑  1stシーズン（2016年）、2ndシーズン（2017年）
18. ↑  第1期（2017年）、第2期『S』（2021年）
19. ↑  第1シリーズ（2017年）、第2シリーズ（2017年 - 2018年）
20. ↑  第1期（2018年 - 2019年）、第2期『〜かがやきのジュエル〜』（2019年）
21. ↑  シーズン1（2018年）、シーズン2（2018年）
22. ↑  第1期（2018年）、第2期『II』（2018年）
23. ↑  テレビシリーズ（2018年）、特番『Dark Sun...』（2018年）
24. ↑  第3期『III』（2018年）、第4期『IV』（2022年）
25. ↑  第1期（2018年）、第2期『II』（2023年）
26. ↑  第1期（2019年）、第2期『∬』（2021年）
27. ↑  第1期『竈門炭治郎 立志編』（2019年）、特別編『無限列車編』（2021年）、第2期『遊郭編』（2021年 - 2022年） 、第3期『刀鍛冶の里編』（2023年）、第4期『柱稽古編』（2024年）
28. ↑  SEASON 1（2019年）、SEASON 2（2023年）
29. ↑  第1期（2020年）、第2期『おばけずかん!』（2022年）
30. ↑  第1クール（2020年）、第2クール（2021年）
31. ↑  第1期『First Mix』（2020年 - 2021年）、第2期『All Mix』（2023年）
32. ↑  Season1（2021年）、Season2（2023年）
33. ↑  第1期（2021年）、第2期『2』（2023年）
34. ↑  第1クール「安芸旅立ち編」（2022年）、第2クール「淡路島激闘編」（2022年）
35. ↑  Season 1:第1クール（2022年）、Season 1:第2クール（2022年）、Season 2（2023年）
36. ↑  第1期（2022年 - 2023年）、第2期『ぷに2』（2024年 - 2025年）、第3期『ぷに3』（2025年）
37. ↑  第1期（2022年 - 2023年）、第2期（2024年）
38. ↑  第1クール（2023年）、第2クール（2024年）
39. ↑  第一章（2023年）、第二章（2023年）
40. ↑  第1期『序幕東京』（2023年）、第2期『京都動乱』（2024年 - 2025年）
41. ↑  第1期（2024年）、第2期（2024年）
42. ↑  第1期（2024年）、第2期（2025年）
43. ↑  第1期（2024年）、第2期（2024年）
44. ↑  『殿と犬〜わんわん!〜』『殿と犬〜ぽてぽて!〜』『殿と犬〜くんくん!〜』『殿と犬〜もふもふ!〜』
45. ↑  『映画 おしりたんてい カレーなる じけん』（2019年）、
『映画おしりたんてい さらば愛しき相棒（おしり）よ』（2024年）、
『映画おしりたんてい スター・アンド・ムーン』[53]
46. ↑  『前編』（2023年）、『後編』（2023年）
47. ↑  『第2期』裏面（2013年）、『第3期』裏面（2014年）、『第5期』裏面（2015年）、『第6期』裏面（2016年）、『第7期』裏面（2016年）
48. ↑  『SPIRITS』（2007年）、『GENESIS』（2016年）

### 初出話一覧
1. ↑  第2期 第13話初出
2. 1 2 3 4 5 6 7 8 9 10 11 12 13 14 15 16 17 18 19 20 21 22 23 24  第1話初出
3. ↑  第37話初出
4. 1 2 3 4 5 6 7 8 9 10 11 12 13 14 15 16 17 18 19 20 21  第2話初出
5. 1 2 3 4 5 6 7 8 9 10  第5話初出
6. 1 2  第15話初出
7. ↑  第34話初出
8. 1 2 3 4 5 6 7 8 9 10 11 12  第4話初出
9. 1 2 3 4 5  第9話初出
10. ↑  第17話初出
11. ↑  第21話初出
12. 1 2 3 4 5 6 7 8  第7話初出
13. 1 2 3 4 5 6 7 8 9  第8話初出
14. 1 2  第19話初出
15. 1 2 3 4 5 6 7 8 9 10 11 12 13 14 15 16  第3話初出
16. 1 2 3 4 5 6 7 8 9 10 11 12 13 14 15 16  第6話初出
17. 1 2 3 4 5 6 7 8  第11話初出
18. ↑  第47話初出
19. ↑  第29話初出
20. ↑  第45話初出
21. ↑  第49話初出
22. 1 2  第18話初出
23. 1 2  第36話初出
24. ↑  第12話初出
25. ↑  第41話初出
26. ↑  第20話初出
27. 1 2 3 4 5 6 7  第10話初出
28. ↑  わんわん 第13話初出
29. ↑  わんわん 第3話初出
30. ↑  わんわん 第7話初出
31. ↑  わんわん 第9話初出
32. ↑  わんわん 第16話初出
33. ↑  わんわん 第19話初出

### ユニットメンバー
1. ↑  赤羽業（岡本信彦）、磯貝悠馬（逢坂良太）、岡島大河（内藤玲）、岡野ひなた（田中美海）、奥田愛美（矢作紗友里）、片岡メグ（松浦チエ）、茅野カエデ（洲崎綾）、神崎有希子（佐藤聡美）、木村正義（川辺俊介）、倉橋陽菜乃（金元寿子）、潮田渚（渕上舞）、菅谷創介（宮下栄治）、杉野友人（山谷祥生）、竹林孝太郎（水島大宙）、千葉龍之介（間島淳司）、寺坂竜馬（木村昴）、中村莉桜（沼倉愛美）、狭間綺羅々（斎藤楓子）、速水凛香（河原木志穂）、原寿美鈴（日野未歩）、不破優月（植田佳奈）、前原陽斗（浅沼晋太郎）、三村航輝（高橋伸也）、村松拓哉（はらさわ晃綺）、矢田桃花（諏訪彩花）、吉田大成（下妻由幸）、律（藤田咲）、堀部糸成（緒方恵美）
2. ↑  畠中祐、小笠原仁、橘龍丸、寺島惇太、沖野晃司、高橋伸也